# 阿兹拉·哈德里
阿兹拉·哈德里，马来西亚特警，曾担任马来西亚副首相纳吉·阿都拉萨的保镖。2006年阿尔丹杜雅·沙丽布谋杀案涉案人之一，于2015年1月13日被联邦法院判处死刑。目前被关在加影监狱。
2019年12月16日，阿兹拉通过律师发布法定声明，指控前任马来西亚首相纳吉·阿都拉萨及其亲信阿都拉萨·巴金达就是下令他杀害阿丹杜雅的幕后指使人。12月17日，联邦法院定于2020年4月20日，聆审阿兹拉要求重新检讨其罪成和死刑裁决的申请。2020年12月8日，联邦法院五司一致裁决，驳回阿兹拉提出检讨他谋杀罪成被判死刑的裁决，并要求法院批准案件重审的申请。

## 2019年声明
2019年12月16日，阿兹拉发表法定声明，指控前任马来西亚首相纳吉·阿都拉萨及其亲信阿都拉萨·巴金达就是下令他杀害阿丹杜雅的幕后指使人。
该法定声明发布后，纳吉严正否认指控，更质疑此乃希盟政府与阿兹拉的联手诬陷，以转移执政无能的视线。纳吉接受《当今大马》询问时质疑，阿丹杜雅命案已有10多年，为何此课题突然再度冒现，跑出阿兹拉的指控。他声称，这或许是希盟政府为了蒙蔽民众对其执政无能关注的手段。阿都拉萨·巴京达律师也表达不满，要求起诉阿兹拉藐视法庭。
12月17日，纳吉律师沙菲宜阿都拉在法庭向媒体声称，阿兹拉据称曾在该年2月会晤一名“极重要人物”。他表示，他相信阿兹拉这次的指控，乃一次经过协调的政治谋杀行动。沙菲宜声称，包括马来西亚政府代表在内的数人，近期曾到澳大利亚会见潜逃到当地的蒙女案死刑犯西鲁，游说他发表不利纳吉的声明。然而，监狱局驳斥了沙菲宜的说法，指从2015年开始从未允许将阿兹拉带离加影监狱。
民主行动党依斯干达公主城国会议员林吉祥发文告表示，阿兹拉在等待受刑期间抛出惊人的法定声明，证明需要检视此案13年前的调查、提控和审讯的整个过程。林吉祥表明，自己过去针对此命案的所有发言中，从未指责纳吉谋杀了阿丹杜雅。另一方面，土著团结党最高理事旺赛夫（Wan Saiful Wan Jan）也发文告表示，阿兹拉的指控严重，仿佛直指纳吉直接涉及一宗残忍的谋杀案。
12月18日，马来西亚首相办公室发表声明，首相马哈迪·莫哈末从未会晤阿兹拉，也没有在幕后主使阿兹拉发表法定声明：“首相办公室谨此声明，首相马哈迪没有见过阿兹拉，因为阿兹拉涉及谋杀阿丹杜雅，身陷囹圄。”
12月27日，曾担任涉及蒙女案私家侦探巴拉苏巴马廉的代表律师阿美力西度（Americk Sidhu）认为，阿兹拉说法可靠。阿美力向《当今大马》撰文投书指出，他比对了阿兹拉的说法，与巴拉2008年首次发出的法定声明，发现两者的说辞相互吻合。他补充，基于两人十几年来没见过面，但两者说辞相互吻合，意味着巴拉及阿兹拉说的才是真相。